# Poena naturalis
Der Begriff Poena naturalis stammt aus dem Lateinischen (poena = Strafe) und ist ein juristischer Fachbegriff.
In Fachbüchern und Vorlesungen werden häufig Fälle fahrlässiger Tötung als Beispiel genannt, etwa folgendes: ein Mensch parkt sein Fahrzeug auf einem Untergrund mit Gefälle und zieht unabsichtlich die Handbremse zu schwach an; das Fahrzeug kommt ins Rollen und tötet einen nahen Angehörigen.
Der Täter hat durch die von ihm begangene Fahrlässigkeit Nachteile erlitten, die wie eine Strafe wirken.
Der Begriff der Poena naturalis wurde von Immanuel Kant in der Metaphysik der Sitten verwendet und von der Poena forensis abgegrenzt, die als richterliche Strafe von der Poena naturalis nicht beeinflusst wird. Bei der heutigen Diskussion der Straf(zweck)theorien wird im Rahmen der absoluten Straftheorie auf Kant Bezug genommen und der Begriff der Poena naturalis weiterhin verwendet.
Die Poena naturalis ändert nichts an der Schuld des Täters, sie hat wegen der heute bevorzugten Straftheorien Auswirkungen auf die festzusetzende Strafe.
Im Ausnahmefall ist nach deutschem Recht gemäß § 153b StPO bzw. § 60 StGB ein Absehen von Strafe möglich, so dass nur die Schuld festgestellt wird. Maßregeln der Besserung und Sicherung können verhängt werden.
Eine Poena naturalis kann Auswirkungen auf das Strafmaß im Rahmen des § 46 StGB haben.

## Sonstiges
Das deutsche Strafgesetzbuch enthält keine Legaldefinition des Schuldbegriffs.
Im Jahr 2014 haben die deutschen Gerichte in 302 Fällen von der Poena naturalis Gebrauch gemacht; etwa bei 0,05 Prozent aller Schuldsprüche. Die niedrige Zahl liegt wohl daran, dass in weit mehr einschlägigen Tragödien die Staatsanwaltschaft mit Zustimmung des Gerichts schon von der Erhebung der öffentlichen Klage abgesehen hat.